# Ammiditana
Ammiditana va ser rei de Babilònia (1684-1647 aC), de la Dinastia I de l'Imperi paleobabilònic, fill i successor d'Abieshu.
El regne, molt més reduït que en temps d'Hammurabi, va ser pròsper i ben organitzat. Es van construir temples i es van restaurar muralles i ciutats. Sentia una especial veneració pel patesi Entemena de Lagaix com el seu avi Samsuiluna, al que anomena "el senyor guerrer" i del que va celebrar el centenari de l'ascensió al tron amb una estàtua a Kix. Al final del seu regnat va haver de reconquerir una ciutat, probablement Isin, que segurament havia caigut en mans de la dinastia del País de la Mar.
A la seva mort el 1647 aC el va succeir el seu fill Amisaduqa.